# Cephalotrigona femorata
Cephalotrigona femorata är en biart som först beskrevs av Smith 1854.  Cephalotrigona femorata ingår i släktet Cephalotrigona och familjen långtungebin. Inga underarter finns listade.